# Línea Fremont–Daly City
La línea Warm Springs/South Fremont–Daly City (en inglés: Warm Springs /South Fremont–Daly City line) es una línea del BART que abastece al  Área de la Bahía de San Francisco y consiste de 19 estaciones.  La línea inicia en Fremont en la estación Warm Springs/South Fremont a Daly City en la estación Daly City. La línea pasa por Fremont, Union City, Hayward, San Leandro, Oakland, San Francisco y Daly City. La línea fue inaugurada en 1985.
Por lo general, las líneas del BART no son conocidas por su color que aparecen en los mapas de las estaciones, por lo que solo en pocas ocasiones, es conocida como Línea Verde. Sin embargo, últimamente oficiales del BART se han referido a ella como línea Verde, pero la línea se le conoce como Warm Springs/South Fremont–Daly City.